# Sovjet Top Liga 1953
In 1953 werd de zestiende editie van de Sovjet Top Liga gespeeld voor voetbalclubs uit Sovjet-Unie, in deze tijd heette de competitie nog Klasse A. De competitie werd gespeeld van 19 april tot 10 september. Spartak Moskou werd kampioen.
Krylja Sovetov Koejbysjev veranderde voor dit seizoen de naam in Zenit Koejbysjev. SK Kalinin verhuisde naar Moskou en nam de naam MVO Moskou aan, maar trok zich terug uit de competitie.

## Eindstand
| Plaats | Club              | Wed.           | W              | G              | V              | Saldo          | Ptn.           |
| ------ | ----------------- | -------------- | -------------- | -------------- | -------------- | -------------- | -------------- |
| 1.     | Spartak Moskou    | 20             | 11             | 7              | 2              | 47:15          | 29             |
| 2.     | Dinamo Tbilisi    | 20             | 11             | 5              | 4              | 39:24          | 27             |
| 3.     | Torpedo Moskou    | 20             | 11             | 3              | 6              | 34:34          | 25             |
| 4.     | Dinamo Moskou     | 20             | 8              | 7              | 5              | 34:19          | 23             |
| 5.     | Zenit Leningrad   | 20             | 11             | 1              | 8              | 25:21          | 23             |
| 6.     | Lokomotiv Moskou  | 20             | 6              | 6              | 8              | 21:28          | 18             |
| 7.     | Zenit Koejbysjev  | 20             | 6              | 5              | 9              | 22:25          | 17             |
| 8.     | Dinamo Kiev       | 20             | 6              | 5              | 9              | 21:26          | 17             |
| 9.     | Lokomotiv Charkov | 20             | 6              | 4              | 10             | 19:34          | 16             |
| 10.    | Dinamo Leningrad  | 20             | 5              | 4              | 11             | 20:33          | 14             |
| 11.    | Spartak Vilnjoes  | 20             | 2              | 7              | 11             | 10:33          | 11             |
| 12.    | MVO Moskou        | Teruggetrokken | Teruggetrokken | Teruggetrokken | Teruggetrokken | Teruggetrokken | Teruggetrokken |

|  | Kampioen   |
|  | Degradatie |

De toenmalige namen worden weergegeven, voor clubs uit nu onafhankelijke deelrepublieken wordt de Russische schrijfwijze weergegeven zoals destijds gebruikelijk was, de vlaggen van de huidige onafhankelijke staten geven aan uit welke republiek de clubs afkomstig zijn. 

#### Topschutters
| Speler               | Speler               | Goals | Club              |
| -------------------- | -------------------- | ----- | ----------------- |
| Vlag van Sovjet-Unie | Nikita Simonjan      | 14    | Spartak Moskou    |
| Vlag van Sovjet-Unie | Avtandil Gogoberidze | 14    | Dinamo Tbilisi    |
| Vlag van Sovjet-Unie | Vitali Vatskevitsj   | 9     | Torpedo Moskou    |
| Vlag van Sovjet-Unie | Georgi Borzenko      | 8     | Lokomotiv Charkov |
| Vlag van Sovjet-Unie | Pjotr Kastrovski     | 8     | Zenit Leningrad   |
| Vlag van Sovjet-Unie | Boris Tatoesjin      | 8     | Spartak Moskou    |
| Vlag van Sovjet-Unie | Aleksandr Goelevski  | 7     | Zenit Koejbysjev  |
| Vlag van Sovjet-Unie | Zaoer Kalojev        | 7     | Dinamo Tbilisi    |
| Vlag van Sovjet-Unie | Vladimir Savdoenin   | 7     | Dinamo Moskou     |
| Vlag van Sovjet-Unie | Michail Koman        | 7     | Dinamo Kiev       |

### Kampioen
| Klasse A 1953                      |
| Sovjet Unie                        |
| ---------------------------------- |
| SPARTAK MOSKOU Kampioen (5° titel) |